# Pansy Ho
Pour les articles homonymes, voir Ho.
Pansy Catalina Ho, de son vrai nom Ho Chiu-king (何超瓊, née le 26 août 1962) est une femme d'affaires de Macao, connue pour son influence dans l'industrie du jeu et sa gestion de certains aspects de l'empire familial fondé par son père Stanley Ho, un acteur clé du monopole historique du jeu à Macao. Elle occupe notamment le poste de directrice de Shun Tak Holdings (en), et de coprésidente et directrice générale de MGM China Holdings (zh), qui exploite le MGM Macao et le MGM Cotai. Sa carrière s'est développée dans l'ombre de son père, bien qu'elle ait su étendre son influence dans des secteurs connexes comme le tourisme et l'immobilier.
Malgré sa réussite financière, elle fait l’objet de controverses en raison des liens historiques de la famille Ho avec des activités associées à la criminalité organisée, notamment dans le contexte de l'industrie du jeu à Macao. Sa collaboration avec MGM Resorts International a également été scrutée de près par les régulateurs internationaux. En outre, son rôle dans la répartition de l'héritage familial après la mort de Stanley Ho a mis en lumière les divisions internes au sein de la dynastie Ho.
Aujourd'hui, Pansy Ho reste une figure influente dans le développement économique et touristique de Macao, à une époque où la région cherche à diversifier son économie et réduire sa dépendance aux revenus des casinos. Elle a été classée 25e sur la liste Forbes des 50 personnes les plus riches de Hong Kong en 2021 avec une fortune estimée à 31,8 milliards de HK$ (4,1 milliards de dollars américains), et est la 2e femme la plus riche de Hong Kong.

## Jeunesse et éducation
Née le 26 août 1962, Pansy Ho est l'aînée des cinq enfants de Stanley Ho et Lucina Laam King-ying. Elle a trois sœurs, un frère et douze demi-frères et sœurs. Sa deuxième sœur Daisy (en) est la présidente de SJM Holdings, sa troisième sœur Josie est chanteuse, et son frère Lawrence est également homme d'affaires.
Elle fréquente l'école secondaire pour filles Castilleja School (en) à Palo Alto en Californie et poursuit ses études à l'université de Santa Clara, où elle obtient une licence de marketing et commerce. Elle a aussi étudié au lycée St. Paul's Convent School (en) de Causeway Bay à Hong Kong.
L'université Johnson & Wales (en) de Providence dans le Rhode Island lui décerne un doctorat honorifique en mai 2007.

## Carrière
En 1981, Ho commence une brève carrière dans l'industrie du divertissement de Hong Kong, apparaissant avec l'acteur Danny Chan, qui lui-même n'est dans l'industrie que depuis deux ans, dans la série Breakthrough (突破) sur TVB,. Plus tard, à l'âge de 26 ans, elle lance sa propre firme de relations publiques. Elle soutient également les efforts de sa sœur Josie Ho pour faire décoller sa propre carrière de chanteuse au début des années 1990, malgré l'objection de leur père.
Ho possède 29 % du MGM Macao, une association qui s'est avérée controversée pour son partenaire commercial MGM Resorts International. La Nevada Gaming Control Board (en) et le Nevada Gaming Control Board (en) tiennent des audiences approfondies en mars 2007 sur la question du partenariat de MGM avec Ho, après quoi ils concluent qu'elle est une partenaire commerciale appropriée. Cependant, en mars 2010, elle est interdite de diriger une entreprise de jeux dans le New Jersey en raison de la conclusion de la New Jersey Casino Control Commission (en), basée sur l'ordonnance sur les jeux Cap 148 (kui yau yat tiu gui lun), que son père a « des liens étendus » avec le crime organisé, et MGM Resorts International reçoit l'ordre de « se désengager de toute association commerciale » avec elle.
Après la mort de son père le 26 mai 2020, on s'attend à ce qu'elle consolide le contrôle sous l'égide de la Sociedade de Jogos de Macau.

## Postes occupés
À Hong Kong, elle sert en tant que vice-présidente et membre du comité exécutif de la fédération des femmes de Hong Kong et vice-présidente de l'association des guides féminines de Hong Kong (en). Elle est la conseillère honoraire fondatrice et membre du conseil d'administration de la Fondation pour le développement et la recherche en éducation de l'université de Hong Kong, membre du conseil de l'université polytechnique de Hong Kong et présidente du comité de développement de l'académie des arts du spectacle de Hong Kong . Elle est nommée juge de paix par le gouvernement de la Région administrative spéciale de Hong Kong en 2015.
Elle est également membre du comité permanent du comité municipal de Pékin de la conférence consultative politique du peuple chinois, membre du comité permanent de la fédération nationale de l'industrie et du commerce de Chine, et vice-présidente de la chambre chinoise du tourisme.
Ho sert en tant que présidente de l'association des entreprises franco-macanaises. En avril 2009, elle est nommée Chevalier de l'ordre national du Mérite lors d'une cérémonie au consulat général de France à Hong Kong. Elle est également membre du comité du Programme des Nations Unies pour le développement - Fondation Paix & Développement, membre du comité exécutif du conseil mondial du voyage et du tourisme (en) et est nommée première ambassadrice du musée du Louvre en Chine en 2013.

## Vie personnelle
Ho épouse Julian Hui, fils du magnat du transport maritime Hui Sai-fun, en 1991. Ils divorcent en 2000. Vers la fin de leur mariage, tous deux commencent à chercher d'autres relations ; Ho entame une relation avec Gilbert Yeung, le fils du concurrent de son père dans l'industrie de l'hôtellerie et du divertissement, Albert Yeung. Cependant, l'arrestation de Gilbert Yeung pour possession de drogue en août 2000 lors de la fête d'anniversaire de Ho attire une attention médiatique indésirable sur Ho et sa relation avec lui ; le père de Ho fait également des commentaires dans des interviews menaçant de la déshériter si elle l'épouse. Cela conduit à la fin de sa relation avec Yeung, ainsi qu'à l'annonce publique qu'elle et Hui vont divorcer,.
Les liens de Ho avec la mafia chinoise sont également rapportés par la New Jersey Division of Gaming Enforcement (en), citant un comité du Sénat américain et plusieurs agences gouvernementales, lorsque l'État enquête sur ses liens avec l'opérateur de casino américain MGM Resorts International. Le père de Ho, Stanley Ho, est également nommé par le gouvernement canadien, citant le journal Manila Standard, comme ayant un lien avec la triade Kung Lok et comme étant lié à « plusieurs activités illégales » pendant la période 1999-2002.
En 2018, elle dépense 900 millions de HK$ pour une propriété dans l'un des quartiers les plus exclusifs de Hong Kong, The Peak, ce qui est alors le deuxième prix le plus élevé pour une propriété résidentielle en Asie.
En août 2020, Ho dépose une requête auprès du Registre des successions de Hong Kong concernant l'héritage de son père après que sa sœur et son cousin aient enregistré un intérêt dans la gestion du testament de son père.